# Obtained Enslavement
Obtained Enslavement – norweski zespół blackmetalowy działający w latach 1989-2000. Członkami zespołu byli m.in. znani z Gorgoroth - wokalista Thomas "Pest" Kronenes i basista Torgrim "T-Reaper" Øyre. Zespół ma na swoim koncie cztery płyty studyjne, dwa dema i jedną kompilację. 
Zespół powstał w 1989 roku w norweskim mieście Stord, a pierwszy skład stanowili: Thomas "Pest" Kronenes, perkusista Ørjan "Torquemada" Risan (współpracował też z Aeternus) i gitarzysta Ove "Døden" Sæbø. Początkowo zespół wykonywał death metal, ale wkrótce zmienił styl na symfoniczny black metal. W 1992 roku do składu dołączył Heine "Heks" Salbu, po czym zespół wydał dwie płyty demo: Obtained Enslavement (1992) i Out of the Crypts (1993). 
Debiutancki Centuries of Sorrow ukazał się w 1994 roku nakładem Likstøy Music. Do momentu rozwiązania zespołu, muzycy nagrali jeszcze trzy płyty studyjne. W 2000 roku Thomas Kronenes przeprowadził się do Stanów Zjednoczonych, jego ostatnim koncertem z Obtained Enslavement był występ u boku Immortal i Enslaved w Bergen latem 2000 roku.

## Muzycy
- Thomas "Pest" Kronenes – śpiew (1989-2000)
- Torgrim "T-Reaper" Øyre – gitara basowa (1998-1999)
- Ove "Døden" Sæbø – gitary (1989-2000)
- Ørjan "Torquemada" Risan – perkusja (1989-2000)
- Heine "Heks" Salbu – instrumenty klawiszowe, gitary (1992-2000)
- Tortur – gitara basowa (1995-1998)
- Nicola "Morrigan" Trier – instrumenty klawiszowe (1997-1999)

## Dyskografia
Dema
- Obtained Enslavement (1992, wydanie własne)
- Out of the Crypts (1993, wydanie własne)

Albumy studyjne
- Centuries of Sorrow (1994, Likstøy Music)
- Witchcraft (1997, Wounded Love Records)
- Soulblight (1998, Napalm Records)
- The Shepherd and the Hounds of Hell (2000, Napalm Records)

Kompilacje
- Centuries of Sorrow + Demos (2011, The Crypt)